# TV Meio
TV Meio é uma emissora de televisão brasileira concessionada em Timon, cidade do estado do Maranhão, porém sediada em Teresina, capital do estado do Piauí. Opera no canal 7 (22 UHF digital), e é a geradora da Rede Meio, pertencendo ao Grupo Meio.
Inaugurada em 1985 como TV Timon e nomeada a partir de 1995 como TV Meio Norte, a emissora operou entre 1986 e 2000 como afiliada ao SBT, e entre 2000 e 2010, como afiliada à Rede Bandeirantes, tendo constituído a partir da segunda metade da década de 1990 uma extensa programação local, havendo em contrapartida uma série de conflitos com as redes que esteve filiada. Desde 2011, passou a operar de maneira independente.

## História

### TV Timon (1985-1994)

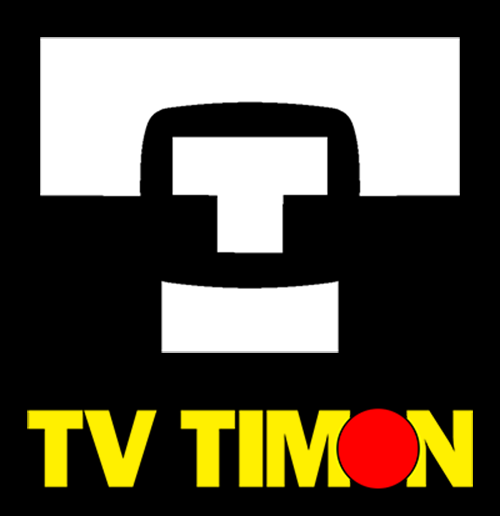
Logotipo da emissora entre 1986 e 1994, quando se chamava TV Timon

A TV Timon foi ao ar pela primeira vez em 25 de abril de 1985, como repetidora da programação da Rede Bandeirantes, através do canal 7 VHF, por iniciativa do empresário Paulo Guimarães, sendo a primeira emissora de televisão do Leste Maranhense e a segunda a operar na Grande Teresina, que até então contava apenas com a TV Clube, inaugurada em 1972.
Suas primeiras imagens locais foram ao ar em agosto daquele ano, com chamadas anunciando a visita do então presidente da república José Sarney à cidade de Teresina. No fim do ano, época em que se iniciaram as transmissões experimentais da TV Pioneira, a TV Timon sai do ar, uma vez que a sua concorrente havia firmado contrato com a Rede Bandeirantes, enquanto a sua retransmissão vinha sendo feita de forma ilegal, ainda que em caráter experimental. Três meses depois, em 23 de março de 1986, a emissora voltou ao ar, já como afiliada ao SBT. Seus primeiros programas locais, no entanto, começaram a ir ao ar apenas em maio de 1987. Uma vez que mesmo baseada em Timon, no estado do Maranhão, o seu público alvo estava em Teresina, no estado do Piauí, a emissora abriu um escritório comercial e administrativo na Rua Coelho de Resende, no centro da capital piauiense, para atender ao estado vizinho.
No início da década de 1990, a emissora passa por um período de reestruturação com a formação do atual Grupo Meio Norte de Comunicação. Complementar ao funcionamento da TV Timon, o grupo coloca no ar as rádios Mirante FM (fundada em 1991, atual Meio Norte FM) e Mirante AM (fundada em 1992, depois renomeada como Rádio Meio Norte, atualmente extinta), e compra de familiares o espólio do falecido jornalista Hélder Feitosa, que incluía o jornal O Estado (atual Meio Norte), a Poty FM (atual Boa FM) e a concessão da extinta Rádio Poty, ambos baseados em Teresina. A emissora começa a construir uma nova sede para agregar todos os veículos na capital piauiense, no bairro do Monte Castelo, deixando a cidade de Timon no fim de 1994, em mudança que foi antecipada após um vendaval derrubar a sua torre de transmissão e tirar o seu sinal do ar durante 8 horas. Sua antiga sede no Planalto Formosa serviu posteriormente à TV Mirante Cocais, onde atualmente funciona uma sucursal da emissora desde 2013.

### TV Meio Norte (1995-presente)
Em 1.º de janeiro de 1995, marcando definitivamente a nova fase, a TV Timon passa a se chamar TV Meio Norte, em uma referência a sub-região brasileira que converge os estados do Maranhão e do Piauí, tal qual a emissora. A ideia para o nome teria surgido durante a inaguração da nova sede em Teresina, quando o então senador José Sarney discursava para os presentes e mencionava que a emissora "estava sendo implantada no meio norte do país". Com a mudança para o outro lado do Rio Parnaíba, a TV Meio Norte expande sua área de cobertura com retransmissoras via micro-ondas mantidas pela empresa estatal ETELPI. Em maio do mesmo ano, a emissora passa a manter o próprio sistema de retransmissoras, com o início da transmissão via satélite, sendo a primeira emissora da América Latina a trabalhar com um canal de satélite exclusivo da Intelsat.
Essa expansão, no entanto, não ficou restrita apenas ao Piauí. Como forma de promover o sorteio do Poupa Ganha, criado em maio de 1995 pelo Grupo Meio Norte e em franca expansão pelo país, a emissora expande o seu sinal nas capitais do Maranhão e do Ceará, a partir de 13 de setembro de 1997. Em São Luís, a emissora passou a ir ao ar através do canal 28 UHF, uma concessão do Serviço Especial de Televisão por Assinatura (TVA) pertencente ao Sistema Mirante de Comunicação (cujo proprietário, Fernando Sarney, era sócio de Paulo Guimarães) e inativa até então. Em Fortaleza, arrendou o Canal 54 Fortaleza, pertencente ao empresário Raimundo Anselmo Mororó e que até então retransmitia a MTV Brasil. Em ambas as cidades, o SBT era servido por afiliadas locais (TV Difusora e TV Cidade, respectivamente), e para não gerar conflitos com as mesmas, as retransmissoras passaram a retransmitir a CNT no espaço em que a TV Meio Norte não exibia programação local. A retransmissora de Fortaleza chegou a retransmitir a programação na íntegra com o SBT, no período entre outubro de 1998 e janeiro de 1999, quando a rede ficou sem sinal na região entre a desfiliação da TV Cidade e a afiliação com a TV Jangadeiro.

#### Expansão da programação e divergências com o SBT (1998-2000)
Em 1998, a grade da emissora é reforçada com a estreia de vários programas locais, especialmente nos horários da tarde e no início da noite, faixas geralmente dedicadas a exibição de conteúdo local. No entanto, a Meio Norte começou a estourar boa parte dos horários cedidos à programação local do SBT, exibindo com delay atrações como o Programa Livre e deixando de exibir outras como o Cinema em Casa e o Festival de Desenhos.
Em 1999, o SBT pressiona a afiliada a obedecer os horários de programação local, mas a TV Meio Norte continua mantendo as alterações feitas na grade de programação. Com o impasse, as relações entre ambas se deterioram e o SBT procura então uma nova afiliação no Piauí. No fim do ano, a TV Cidade Verde, afiliada à Rede Bandeirantes desde 1986 é anunciada como a nova afiliada do SBT, enquanto a TV Meio Norte passa a negociar com a Band, ao mesmo tempo que começa a rodar comunicados na programação sobre os motivos pelos quais está deixando a rede de Silvio Santos. Também foi apontado como um possível motivo adicional para a rescisão por parte do SBT a concorrência do produto Poupa Ganha com a Tele Sena, título de capitalização comercializado pelo Grupo Silvio Santos, que já estava presente em diversos estados brasileiros.

#### Rede Bandeirantes (2000-2010)
Em 9 de janeiro de 2000, a TV Meio Norte trocou de afiliação com a TV Cidade Verde, tornando-se afiliada à Rede Bandeirantes, e deixando o SBT após cerca de 14 anos de afiliação. Segundo a emissora, a Band havia oferecido "melhores condições", no que diz respeito a programação local. Para comemorar o fato, a TV Meio Norte realizou um grande evento no Parque Potycabana. Em 15 de agosto de 2001, quase um ano após o Poupa Ganha ter suas atividades suspensas pela Caixa Econômica Federal por irregularidades, a TV Meio Norte desativou suas retransmissoras em São Luís e Fortaleza, passando a concentrar suas transmissões apenas no Piauí.
Em 2004, com a estreia de novos programas, a TV Meio Norte passa a produzir em dias úteis quase 14 horas seguidas de programação local (5h-19h20), mantendo a retransmissão da Band apenas entre 19h20 e 5h. A medida acaba causando reclamações dos telespectadores pela não exibição de atrações produzidas pela rede nacional, mas ao mesmo tempo em que as mudanças ocorreram, o Sistema Integrado de Comunicação Meio Norte ativou uma retransmissora pelo canal 19 UHF, que passou a exibir a programação da Band na íntegra até 2007.
Em 2009, a TV Meio Norte inicia o processo de implantação de uma programação totalmente local, começando por exibir programas semanais na faixa compreendida entre 22h e 23h30, e passando a levar ao ar os programas da Band exibidos no horário com quase duas horas de delay. Em 9 de maio, em favor da exibição de uma reprise do programa Planeta Show, a TV Meio Norte não exibiu o Miss Brasil 2009, irritando os telespectadores que queriam ver o concurso. O mesmo aconteceu com a edição do ano seguinte.
Em 2010, os espaços de programação nacional da Band na TV Meio Norte se resumiam apenas a transmissão ao vivo dos eventos esportivos e alguns telejornais, além de alguns programas exibidos com delay no horário nobre. Enquanto a grade já era quase inteiramente local, tornaram-se comuns as insatisfações dos telespectadores e também da própria Band com a programação. Em janeiro, o apresentador Beto Rego declarou no Ronda que a emissora estava contratando vários profissionais para montar uma programação inteiramente local. No entanto, apenas em maio a TV Meio Norte anunciou oficialmente que pretendia deixar a Band para se tornar uma emissora independente. A previsão inicial era que isso seria feito após a Copa do Mundo FIFA de 2010, entre julho ou agosto, mas os planos foram adiados de modo que a emissora se organizasse gradualmente para seguir sem a programação nacional. A Band passaria então a ser novamente exibida no canal 19 UHF, onde ia ao ar o sinal da RedeTV! intercalado com programas da TV Meio Norte, porém, isso nunca aconteceu.

#### Programação independente (2011-presente)

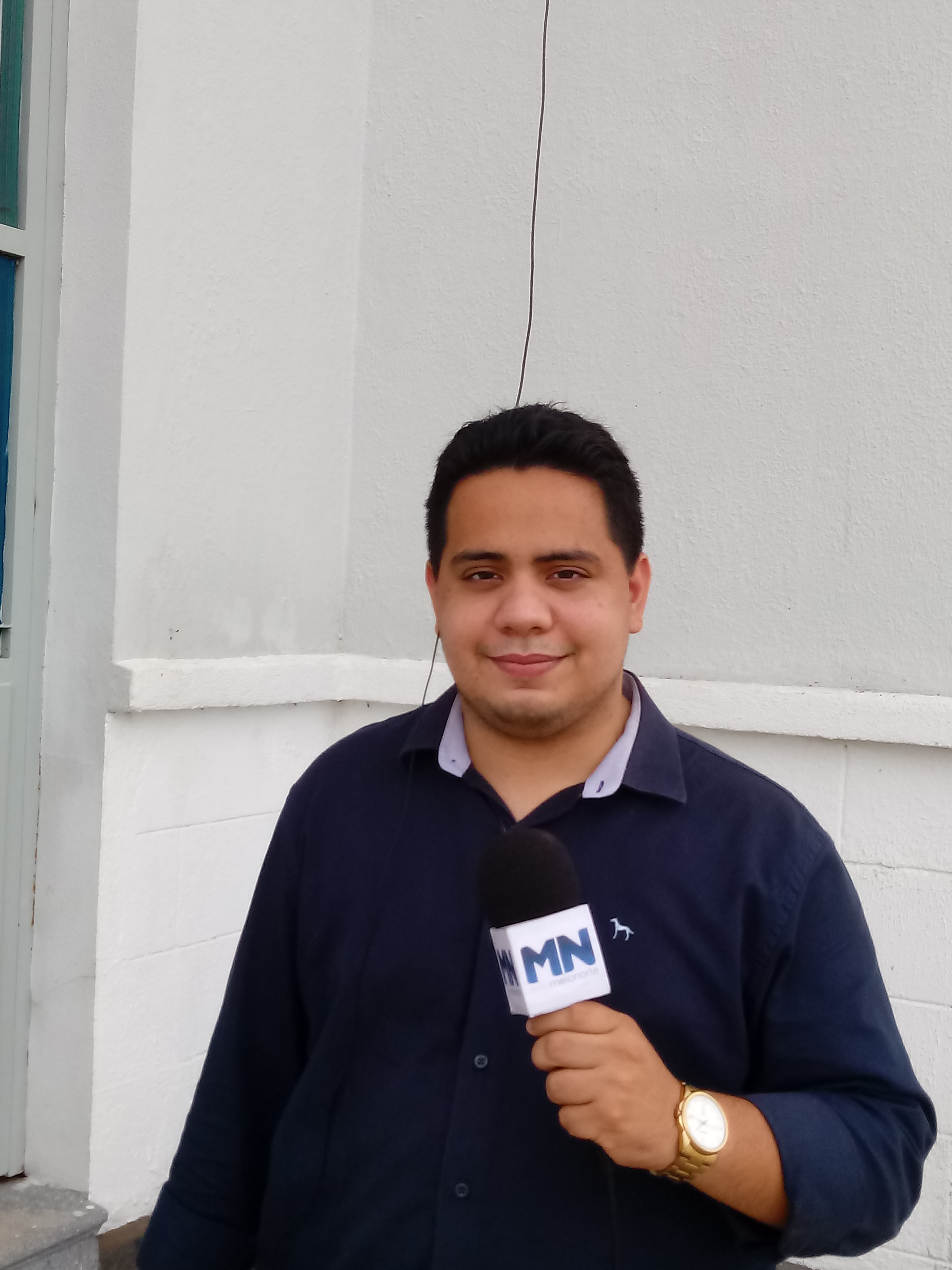
Helder Felipe, repórter da TV Meio Norte em Campo Maior.

Em 1.º de janeiro de 2011, a TV Meio Norte deixa a Rede Bandeirantes após quase 11 anos de afiliação e torna-se uma emissora independente, lançando uma nova identidade visual e o slogan "A TV da nossa gente". A Band ficou sem sinal no estado até 18 de abril de 2014, quando implantou a Band Piauí, emissora própria sediada na capital piauiense. Como parte da programação da estreia, a emissora cobriu ao vivo de Brasília a posse da presidente eleita Dilma Rousseff, além de entrevistar políticos piauienses e o então presidente da Venezuela, Hugo Chávez durante a cerimônia.
Com a nova programação, a TV Meio Norte passa a encabeçar a Rede Meio Norte, uma rede de televisão regional com pretensões de se expandir para as regiões Norte e Nordeste do Brasil. A primeira afiliada da nova rede foi a TV Codó, que iniciou as transmissões em 18 de fevereiro.

## Sinal digital
| Canal virtual | Canal digital | Resolução de tela | Programação                             |
| ------------- | ------------- | ----------------- | --------------------------------------- |
| 7.1           | 22 UHF        | 1080i             | Programação principal da TV Meio / Meio |

Logotipo da emissora entre 2015 e 2018

A emissora iniciou suas transmissões digitais em 11 de agosto de 2011, através do canal 22 UHF. Em 17 de janeiro de 2012, a emissora começou a exibir seus programas em alta definição.
Transição para o sinal digital
Com base no decreto federal de transição das emissoras de TV brasileiras do sinal analógico para o digital, a então TV Meio Norte, bem como as outras emissoras de Teresina e região metropolitana, cessou suas transmissões pelo canal 7 VHF em 30 de maio de 2018, seguindo o cronograma oficial da ANATEL. O responsável pelo procedimento foi o coordenador técnico Raimundo Pereira, o "Português", engenheiro que também havia colocado o sinal da então TV Timon no ar pela primeira vez em 1985. Ao contrário das outras emissoras, a Meio Norte tirou o sinal do ar à 0h24 do dia seguinte, após a reprise do programa 100 Milhas, voltando minutos depois com o aviso do MCTIC e da ANATEL sobre o switch-off.

### Jornalismo

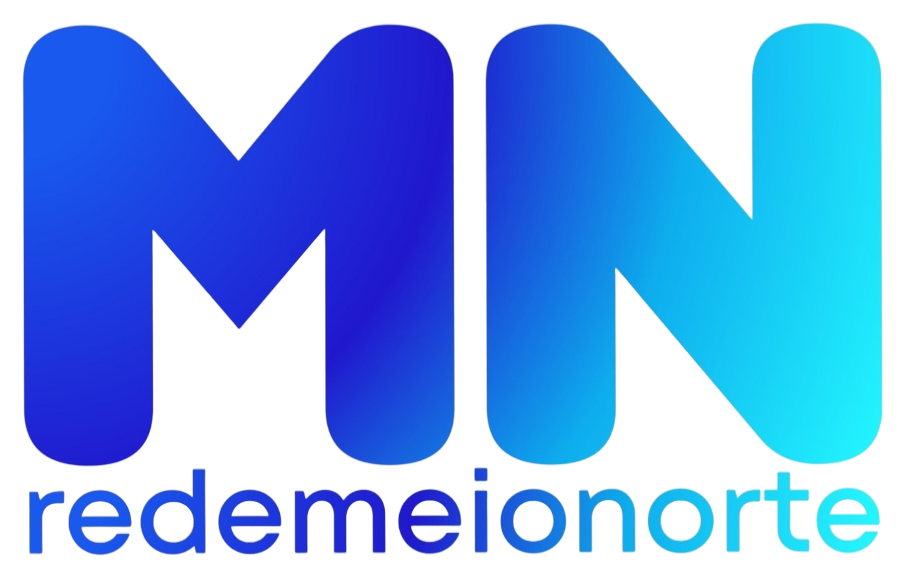
Logotipo da emissora entre 2023 e 2024

A emissora produziu seu primeiro telejornal, e consequentemente seu primeiro programa a partir de maio de 1987, quando foi ao ar o Cidade 7, apresentado na faixa do meio-dia por J. Leite. Na mesma época, também estreou o Jogo Aberto, jornalístico apresentado por Donizetti Adalto, e posteriormente por Francisco Teixeira e Tomaz Teixeira, e o esportivo Esporte 7. Em 1988, a emissora estreou o jornalístico Comando do Meio-Dia, sendo este o primeiro programa em que Carlos Moraes e Donizetti Adalto formaram a dupla notavelmente conhecida pelos comentários ácidos e pela cobrança as autoridades do Piauí. Donizetti foi para a TV Pioneira em 1989, e o programa ficou no ar até 1990.
Também em 1988, seguindo o novo padrão jornalístico do SBT, a emissora estreou o TJ Meio-Dia, telejornal apresentado por Tony Trindade até 1992, quando o jornalista foi para a TV Pioneira. Outros nomes como Luísa Gonçalves, Marcos Teixeira, Cláudia Brandão, Socorro Queiroz, Durvalino Leal e Marcos Rotta também fizeram parte da trajetória inicial do jornalismo na TV Timon.
Em 2 de janeiro de 1995, a emissora, já como TV Meio Norte, estreou o MN 40 Graus, de segunda a sexta, inicialmente entre 12h até 13h30. Carlos Moraes e Donizetti Adalto apresentavam a atração nos mesmos moldes do antigo Comando do Meio-Dia, falando de problemas comunitários, política, esportes e também sobre as celebridades. Em 1997, o programa passou a ser apresentado em trio, com a presença de Raquel Castelo Branco na bancada. Ainda em 1995, estreou o Patrulha da Cidade, programa policial apresentado por Carlos Feitosa, com reportagens de Silas Freire. Feitosa morreu tempos depois em um acidente automobilístico, e Silas assumiu o programa. A popularidade do apresentador a frente do Patrulha da Cidade o levou a ser eleito vereador do município de Teresina em 1996, sendo esta a primeira vez que Silas Freire foi eleito para um cargo público.
Em 1996, a emissora estreou o telejornal MN Notícias, exibido no início da noite antes do TJ Brasil. Em 1997, estreou aos fins de tarde o jornalístico MN Verdade, cuja exibição se dava antes do Aqui Agora, e após algum tempo, antes do infantil Disney Club. Em janeiro de 1998, estrearam na faixa do meio-dia o MN Esporte, com 15 minutos de duração, e o Ronda Policial substituindo o Patrulha da Cidade, exibido de 12h15 até 13h30. O MN 40 Graus passava a ir ao ar entre 13h30 e 14h30, seguido do MN Verdade, que ia ao ar até 15h30, cortando a veiculação do Cinema em Casa exibido pelo SBT. Dois meses depois, por pressões da rede, o programa acaba sendo tirado do ar. Aos sábados, entre 14h-15h, estreou o programa Câmera 7: A Verdade na TV, dedicado a debates e comentários sobre a política piauiense, ficando no ar até 2000.
Em abril do mesmo ano, Donizetti Adalto é afastado e posteriormente demitido da TV Meio Norte após se desentender ao vivo com o então deputado estadual Leal Júnior (PFL) no MN 40 Graus, quando este veio a emissora se pronunciar em um direito de resposta contra as declarações do jornalista em um episódio onde ele criticou a omissão dos parlamentares piauienses a perseguição de uma servidora da Assembleia Legislativa do Piauí. O presidente da emissora, Paulo Guimarães, proibiu a TV Meio Norte e os demais veículos do Sistema Meio Norte de Comunicação de mencionarem seu nome dali em diante.
Após deixar a emissora, Donizetti candidatou-se a deputado federal pelo PPS, mas dias antes da eleição, foi assassinado a tiros na madrugada de 19 de setembro, gerando uma grande comoção popular no Piauí. Seu velório, realizado no Ginásio Verdão, atraiu milhares de pessoas e teve sua cobertura feita pela emissora, que quebrou a partir daí a censura aos fatos relacionados ao antigo funcionário. No mesmo ano, Silas Freire elegeu-se deputado estadual e deixou o comando do Ronda Policial para o apresentador Gomes de Oliveira, o "Galego", a partir de 1999.
Nesse ano, o MN Esporte ganhou mais 15 minutos, passando a ir ao ar entre 11h45 e 12h15, enquanto o Ronda Policial passou a ser transmitido até 13h15. O MN 40 Graus, já sem Carlos Moraes (que retornou ao Paraná após a morte de Donizetti Adalto), passava a ir ao ar até 15h, com a apresentação de Toni Rodrigues. Uma vez que o Cinema em Casa tinha seu início às 13h45 e término por volta de 15h45, a emissora também gerava localmente o seriado Chaves até o início do Programa Livre. Nos sábados, entre 9h e 10h, a TV Meio Norte estreou o programa MN Integração, sobre o agronegócio piauiense, que ficou no ar até 2002.
No ano de 2000, já como afiliada à Band, a TV Meio Norte reformulou seus programas jornalísticos. O MN 40 Graus foi extinto e deu lugar ao Jornal da Tarde, que ficou no ar até 2006. No mesmo ano, o telejornal MN Notícias deu lugar ao MN Urgente, exibido antes do Jornal da Band até 2004. Em 2002, Galego deixa o Ronda Policial, que passa a ser apresentado por Beto Rego. A partir daí, com uma nova roupagem, o programa passa a se chamar apenas Ronda, diminuindo a ênfase policial e ganhando ares de entretenimento com a presença dos palhaços "Kátia Picolé" e "Chupetinha". Já consolidado com uma das maiores audiências da emissora, o Ronda também ganha uma 1.ª edição exibida durante as manhãs. Também em 2002, o MN Esporte é substituído pelo Esporte Meio Norte, que fica no ar até 2004.
Em 2005, estreou o telejornal Bom Dia Meio Norte, na época exibido às 5h. A partir de 2006, com o fim do Ronda 1.ª edição, passou a ser apresentado por Ieldyson Vasconcellos, abrangendo também pautas policiais como Ieldyson fazia no antigo programa. No fim de tarde, a emissora passou a exibir os programas Tem de Tudo, revista eletrônica apresentada por Cinthia Lages, e Voz do Povo, jornalístico apresentado por Silas Freire, que retornou à emissora após deixar momentaneamente a carreira política.
Em 3 de março de 2008, em substituição ao Tem de Tudo e ao Voz do Povo, a emissora estreou o jornalístico esportivo Olé, apresentado por Marcos Prado, e o telejornal 70 Minutos, apresentado por Maia Veloso e Fenelon Rocha, exibido antes do Jornal da Band. No mesmo ano, também estreou na faixa do meio-dia o Agora, apresentado por Silas Freire e com os comentários de Elizabeth Sá, que dividiu a atração com Silas até novembro de 2010.
Em junho de 2014, Silas Freire deixa novamente a TV Meio Norte para concorrer à deputado federal nas eleições, e a partir de 1.º de julho, o Agora passa a ser apresentado por Carlos Moraes, que retornou ao Piauí após 16 anos. Dois meses depois, o jornalista é transferido para São Luís, onde faria parte do projeto de implantação da TV Meio Norte Maranhão, e o telejornal passa a ser comandado interinamente por Ieldyson Vasconcellos.
Em 13 de março de 2015, o apresentador Beto Rego deixou o Ronda após 13 anos no comando do programa, sendo contratado pela TV Antena 10. Com isso, o programa foi interinamente assumido por Wellington Benário, que já era apresentador eventual nas folgas de Beto e também quando o apresentador foi candidato à deputado estadual em 2014. Em 23 de março, Pádua Araújo deixou a apresentação do Patrulha, sendo substituído por Wellington Raulino, e assumiu o Ronda juntamente com Ídria Portela.
Em 13 de abril, o Agora passa a ser apresentado por Dânio Sousa e Shirley Evangelista, fazendo Ieldyson Vasconcellos deixar de acumular a apresentação do telejornal vespertino e do Bom Dia Meio Norte. Em 2 de outubro, Silas Freire voltou a apresentar o Agora apenas às sextas-feiras, de modo a conciliar o programa com sua carreira política em Brasília. Porém, o jornalista foi afastado do programa em 4 de novembro após criticar a gestão da Secretaria de Segurança do Estado do Piauí, cujo governo de Wellington Dias era apoiado pela TV Meio Norte.
Em março de 2016, o Patrulha passa a ser apresentado por Ivan Lima, que assume a vaga deixada por Wellington Raulino no ano anterior e que estava sendo interinamente ocupada por Paulo Brito. Porém pouco tempo depois, Carlos Mesquita assume a vaga de Ivan, que passa a ficar apenas na Rádio Jornal Meio Norte. Em 19 de abril, ocorre mais uma alteração no Patrulha, e Carlos Mesquita cede o comando para Gilvan Barbosa. Em novembro, Dânio Sousa e Shirley Evangelista passam a apresentar o 70 Minutos no lugar de Virgínia Fábris, e o Agora passa a ser comandado por Amadeu Campos e sua esposa Liana Aragão.
Em março de 2020, o jornalista Luiz Fortes deixa a TV Antena 10 e é anunciado como novo contratado da emissora. Fortes passou a comandar a partir de 30 de março o MN 40 Graus, que voltou à grade da TV Meio Norte após 22 anos. Com isso, deixaram a grade da emissora o jornalístico Patrulha e o telejornal 70 Minutos.
Em junho de 2024, após 30 anos, Pádua Araújo deixa a TV Meio e vai para a Band Piauí. Em um episódio mal explicado, o então apresentador do Ronda do Povão entrou de férias e quando voltou, havia sido "rebaixado" para repórter da emissora.

### Entretenimento
Em 1997, estreou nas manhãs da emissora o programa de variedades Revista Meio Norte, apresentado por Socorro Sampaio, com pautas voltadas ao publico feminino e também com informações jornalísticas. O programa foi apresentado por Socorro até 2002, quando passou ao comando de Vanusa Coelho, que deixou o programa em 2010.
Em 2004, estreou na emissora o programa Jacá da Juju, apresentado por Franklin Belarmino, que era baseado em fofocas sobre celebridades da sociedade piauiense. O programa saiu do ar em 2005, após a trágica morte de Belarmino em um acidente de moto aos 29 anos, em Teresina. Em novembro do mesmo ano, a emissora estreou o game show Superação, apresentado por Wrias Moura e Suyanne Pessoa, e o Top Music, programa de videoclipes musicais. Um ano depois, em 15 de novembro de 2007, a emissora estreou o programa Super Top, uma fusão dos dois programas. Voltado ao público jovem, o Super Top foi comandado por Wrias até 6 de janeiro de 2012, quando passou a ser apresentado por Raquel Dias após o apresentador tornar-se diretor de programação da emissora
Já Suyanne comandou a atração até 2008, quando estreou o Load, onde ela entrevistava personalidades da cena musical jovem no Piauí e no Brasil. Em 9 de maio do mesmo ano, a emissora estreou no horário das 22h o programa de variedades Em Cena, apresentado por Cinthia Lages, sendo essa a primeira produção semanal exibida pela emissora no horário nobre. Em 15 de setembro, Suyanne Pessoa deixou a TV Meio Norte para dedicar-se a um projeto fora do Piauí, e o Load passou a exibir apenas videoclipes musicais. Posteriormente, o programa foi assumido por Raquel Dias, sendo extinto em 2010 com a ida da apresentadora para o Revista Meio Norte.
Em 29 de agosto de 2009, estreou nas tardes de sábado o programa Flick, voltado ao mundo da construção, arquitetura, decoração, paisagismo e arte, e apresentado por Tamar Campos, Aline Castro e Adriana Kelly, e com reportagens de Juliana Cordeiro. Em 24 de novembro, estreou no horário nobre de terça o BLITZ TV, humorístico apresentado por Cloves Costa e Ídria Portela, com reportagens de Cristian Sousa e Wellington Benário.
Em 8 de março de 2010, a emissora estreou nas noites de segunda, após o Jornal da Band, o programa de variedades Tudo Infoco, apresentado por Leninha Aragão e Ítalo Mota, com matérias sobre culinária, cultura, arte, entre outros temas. A atração foi exibida até janeiro de 2011, quando os apresentadores deixaram a emissora para fazer um programa similar na TV Cidade Verde. Em 1.º de abril, estreou na faixa noturna o Kalor na Noite, apresentado por Suyanne Pessoa, Elayne Leonel, Samilla Melo, Aline Noleto e Guilherme Pacheco, exibido nas quintas e com a cobertura de eventos e festas realizadas no Piauí.
Em março, o BLITZ TV deixa de ser exibido nas terças e passa a ir ao ar aos domingos, ao meio-dia. Em maio, o apresentador Cloves Costa deixa o programa para assumir um cargo na Secretaria de Municipal Juventude de Teresina, e Ídria Portela passa a comandar a atração até sua extinção meses depois. No dia 13 do mesmo mês, foi a vez da apresentadora do Kalor na Noite, Samilla Melo, migrar para a TV Clube para seguir como repórter e deixar a atração no comando dos outros quatro apresentadores.
Em 17 de outubro, estreou nas tardes de domingo a revista eletrônica A Semana, apresentada por Vinícius Vainer, com a proposta de tratar de temas variados e de assuntos que ocorrem durante a semana. O programa saiu do ar em maio de 2011, após o apresentador ser demitido da emissora. Em 24 de novembro, estreou o programa culinário Espaço Gourmet, apresentado por Lia Formiga, que foi o primeiro do segmento a ser criado na história da televisão piauiense.

## Controvérsias

### Contratação ilegal de funcionário morto em acidente
Em 5 de janeiro de 1995, enquanto se encaminhava para a realização de uma matéria no município de Nossa Senhora dos Remédios, a equipe de reportagem da TV Meio Norte sofreu um acidente automobilístico na Rodovia PI-212 (na época, uma estrada sem pavimentação), a cerca de 25 km do município de Barras. Ao desviar de um buraco, o motorista Josimar Assunção Silva perdeu o controle do automóvel, que virou e capotou três vezes numa ribanceira, sacando do banco de trás para fora do carro o repórter da Meio Norte FM e cinegrafista da TV Meio Norte Francisco das Chagas Azevedo Rosa, que bateu fortemente a cabeça e ainda foi atingido pelo próprio carro, que terminou virado em cima dele. No automóvel também estavam o repórter Marcos Teixeira, o cinegrafista Antônio Andrade e o fotógrafo do jornal Meio Norte, Manoel Messias, que sobreviveram com algumas escoriações.
Assim como os demais, Azevedo Rosa foi levado de ambulância ao Hospital Regional de Barras mas não resistiu e morreu aos 22 anos, tendo seu velório e enterro custeados pela emissora. Porém, o profissional trabalhava há mais de um ano sem carteira de trabalho assinada (a mesma só foi assinada após o acidente), o que levou sua mãe, Maria Marlene de Azevedo Rosa, a entrar com um pedido judicial de indenização contra a TV Meio Norte. O processo, no entanto, se arrasta até hoje.

### Injúria racial contra Maia Veloso
Em outubro de 2005, o jornalista Arimatéia Azevedo, colunista do jornal O Dia e proprietário do website Portal AZ, publicou na coluna "Xico Pitomba" (pseudônimo usado pelo jornalista no website) uma nota a respeito da morte do maquiador da TV Meio Norte, José Osmar Pereira Emídio, o "Índio". Em tom sarcástico, o jornalista disse que o maquiador infartou por ter "tido muito trabalho para clarear" a apresentadora Maia Veloso.
Após o ocorrido, a advogada Audrey Martins Magalhães entrou com uma queixa contra Azevedo na Delegacia de Repressão às Condutas Discriminatórias de Teresina, classificada pela delegada Patrícia Monte como crime de injúria racial. Azevedo, que já possuía vários processos judiciais por acusações de calúnia, difamação e chantagem a empresários e outras personalidades, além de processar o Sistema Integrado de Comunicação Meio Norte por questões trabalhistas, foi preso preventivamente em 26 de outubro por tentar coagir a advogada em razão do processo. Ele se tornou — após Jorge Kajuru, no mesmo ano — o segundo jornalista brasileiro a ser preso por tentar intimidar pessoas que o processam.

### Suspensão de debate eleitoral em 2008
Em 11 de julho de 2008, o debate eleitoral entre os candidatos à prefeito de Timon, realizado pela TV Meio Norte, teve sua suspensão decretada pelo juiz da 94.ª Zona Eleitoral, Simeão Pereira e Silva, a pedido do candidato da Coligação Trabalhando dá Certo, Luciano Leitoa (PSB). O pedido de suspensão foi feito porque a coligação só recebeu a confirmação do debate 48 horas antes da sua realização, enquanto a lei eleitoral estipula um prazo mínimo de 72 horas. Luciano chegou a comparecer ao local do debate horas antes do seu início, mas foi aconselhado pelos diretores da emissora a ir embora. Silas Freire, que seria o responsável pela mediação, anunciou que o debate não contaria com a presença do candidato por uma desistência, mostrando o seu lugar no estúdio vazio. Uma semana depois, em 17 de julho, foi realizado um novo debate, agora, com o candidato confirmando sua presença.

### Direito de resposta ao SINPOLJUSPI
Em 4 de agosto de 2008, a TV Meio Norte veiculou no Agora uma entrevista com o policial civil Cristiano Ribeiro Moraes da Costa, que fez várias críticas ao Sindicato dos Policiais Civis, Penitenciários e Servidores da Secretaria de Justiça do Estado do Piauí (SINPOLJUSPI), afirmando que os policiais civis do estado não eram mais representados pelo sindicato, e que o SINPOLJUSPI por representar também os agentes penitenciários, prejudicava os policiais nas negociações com o Governo do Estado do Piauí quando estes cobravam reivindicações.
O SINPOLJUSPI posteriormente entrou em contato com a emissora para rebater a fala do policial através de um direito de resposta no telejornal, que foi recusado. Por conta disso, o sindicato entrou na justiça para obtê-lo, e em 7 de janeiro de 2009, o juiz Raimundo Holland Moura de Queiroz, da 6.ª Vara Criminal da Comarca de Teresina determinou que a TV Meio Norte veiculasse o direito de resposta no Agora em até 24 horas depois da decisão, sob pena multa de R$ 2.000 por cada dia de descumprimento.

### Proselitismo político nas Eleições 2010
Nas eleições gerais de 2010, a TV Meio Norte foi criticada e punida pela Justiça Eleitoral por fazer uma cobertura jornalística parcial em favor de candidatos ligados ao PT e ao PSB na disputa pelo governo do estado do Piauí e também à então candidata a presidência, Dilma Rousseff.
Em 16 de junho, ainda no período de pré-campanha, o candidato a presidência José Serra (PSDB) visitou a cidade de Teresina, e foi até as TVs Cidade Verde, Clube e Antena 10, além de conceder uma entrevista ao vivo para a Rádio Difusora. No entanto, por considerar "que a emissora tem mantido uma postura passional no período da pré-campanha", a TV Meio Norte foi excluída do roteiro de visitas pela coordenação de campanha.
Em 13 de outubro, já na campanha em andamento, a TV Meio Norte fez uma ampla divulgação da visita de Dilma Rousseff e do então presidente Luiz Inácio Lula da Silva à Teresina, transmitindo ao vivo trechos do comício de campanha da candidata, que também contou a presença do candidato ao governo do estado pela Coligação Para o Piauí Seguir Mudando, Wilson Martins (PSB), e do senador Wellington Dias (PT), o que é proibido pela lei eleitoral. No dia seguinte, a emissora exibiu ao vivo no Bom Dia Meio Norte e no Agora entrevistas com os políticos Fábio Novo (PT), Marcelo Castro (PMDB) e Átila Lira (PSB), todos de partidos ligados à coligação do candidato ao governo Wilson Martins. Por conta disso, o juiz José Acélio Correia, tomando como base a Resolução Nº 23.191/2009, multou em 27 de outubro o Sistema Integrado de Comunicação Meio Norte no valor de R$ 21.282,00 por tratamento privilegiado à Coligação Para o Piauí Seguir Mudando. A determinação, que foi um pedido da Coligação A Força do Povo, do candidato Silvio Mendes (PSDB), foi uma das 13 ações (3 no primeiro turno e 10 no segundo) impetradas na Justiça Eleitoral contra a emissora, pedindo desde multas até a suspensão da programação por proselitismo.
A postura da TV Meio Norte foi criticada pelo senador Heráclito Fortes (DEM), em uma entrevista ao vivo para o Agora em 15 de outubro, um dia após os fatos ocorridos. "Não vivemos numa ditadura, mas não se pode negar que houve tendência do sistema Meio Norte em favor das candidaturas oficiais. Aliás, nos Estados Unidos, os jornais tomam partido, é algo perfeitamente normal. Por que esconder isso? Todos viram, basta pegar as últimas 20 manchetes para confirmar o que estou dizendo", disse ele ao apresentador Silas Freire, que rebateu o entrevistado e disse "que as empresas do grupo Meio Norte são todas democráticas e sempre chamam todos os políticos para participações". Fortes relembrou ainda a polêmica campanha publicitária do Banco do Brasil em 2007, que pedia em uma mensagem subliminar um terceiro mandato para o então presidente Lula (quando a constituição só permite dois mandatos seguidos), comparando isso a postura da emissora ao mostrar um cartaz da referida campanha durante a entrevista.

### Pirataria
Desde que se tornou uma emissora independente em 2011, a TV Meio Norte é acusada de exibir séries, desenhos e filmes notadamente baixados da internet nos blocos Cine Meio Norte, Série em Cartaz, Sessão Desenho e no programa Teleleco sem possuir os direitos de transmissão para tal.
Num dos casos, a emissora chegou a exibir no programa Madrugada Harém, vídeos eróticos baixados de sites adultos como o XVideos. Após uma nota a respeito publicada pelo colunista do UOL, Flávio Ricco, o diretor de programação da TV Meio Norte, Wrias Moura, rebateu as críticas dizendo que as produções exibidas no programa eram feitas localmente, e outras eram de domínio público.
A emissora chegou também a anunciar que exibiria a partir de 13 de abril de 2015 a telenovela mexicana Triunfo del amor, produzida entre 2010 e 2011 pela Televisa. No entanto, a Televisa afirmou que apenas o SBT possui os direitos de transmissão desta e de outras produções no Brasil.

### Agressão ao jornalista Pedro Borges
Em 6 de janeiro de 2015, o jornalista Pedro Borges foi agredido enquanto gravava uma matéria sobre um tiroteio ocorrido no Parque Alvorada, em Teresina. Enquanto fazia a passagem da reportagem, que seria exibida no Agora, um cidadão, que havia sido entrevistado minutos antes pelo repórter, abriu a porta de sua casa e o chutou pelas costas. Borges posteriormente se encaminhou para o 7.º Distrito Policial de Teresina, onde prestou queixa sobre o ocorrido.